# Congrès internationaux des orientalistes
Les Congrès internationaux des orientalistes sont des manifestations scientifiques internationales organisées de la fin du XIXe siècle à 1973, et réunissant la communauté savante des orientalistes (linguistes, philologues, archéologues, etc.), dans un contexte marqué à la fois par l'internationalisation et par l'impérialisme des savoirs occidentaux sur l'Orient.

## Le grand rendez-vous mondial des orientalistes
L'idée de réunir à Paris la communauté savante des orientalistes revient à Léon de Rosny (1837-1914), ethnologue spécialiste du Japon, professeur à l'Ecole spéciale des langues orientales et président de la Société d'ethnographie de Paris, laquelle est responsable de l'organisation de l'événement. Initialement consacré aux études japonaises, le projet de Congrès est vite élargi aux autres champs des études orientales face à l'intérêt croissant de la communauté savante mondiale (études égyptiennes, assyriologiques, sémitiques, indiennes, iraniennes et dravidiennes, néo-helléniques et arméniennes, tartares, indochinoises et océaniennes).

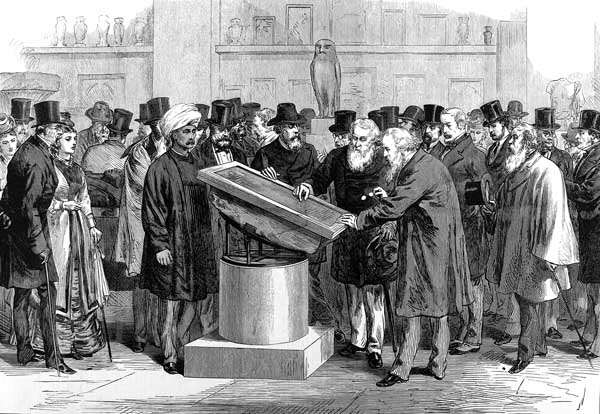
Deuxième Congrès international des orientalistes, Londres, 1874. Des experts examinent la Pierre de Rosette au British Museum.

Réuni à Paris du 1er au 11 septembre 1873, à la Sorbonne, le Congrès attire 1064 inscrits issus de plus de vingt pays et qui, pour la plupart, échangeaient peu et ne se connaissaient que par la circulation de leurs œuvres. Parmi eux, notamment : l'égyptologue Samuel Birch, l'indianiste Emile Burnouf, le linguiste Alexandre Chodzko, le collectionneur Henri Cernuschi, l'égyptologue Karl Richard Lepsius, l'égyptologue Gaston Maspéro, l'assyriologue Jules Oppert, la philosophe Clémence Royer (traductrice française de Charles Darwin), ou encore Pierre-Gustave Roze, ancien gouverneur de Cochinchine.
Le Congrès est un succès : il crée des liens entre les participants qui décident d'organiser une seconde édition l'année suivante à Londres (une vingtaine de Congrès du même type ont ainsi lieu avant la Première Guerre mondiale, tous en Europe et une session à Alger en 1905) ; il contribue à institutionnaliser les études orientales (la Société des études japonaises, chinoises et tartares est ainsi créée dans la foulée, en novembre 1873) ; il renforce enfin la position de Léon de Rosny et de la Société d'ethnographie dans le champ scientifique face à la Société d'anthropologie de Paris.
Entre 1889 et 1894, les succès des Congrès conduisirent à un divorce au sein de la communauté orientaliste, certains participants, proche de la culture scientifique allemande et scandinave, souhaitant en rester à une approche académique de l'orientalisme, tandis que d'autres, plus proche de la tradition savante française, souhaitant continuer d'inclure les pratiques orientalistes amateurs. Deux congrès différents se tinrent ainsi à Londres, conformément à ces deux conceptions, l'un en 1891 et l'autre en 1892, avant une réunification de la communauté deux ans plus tard à Genève.

## Liste des Congrès internationaux des orientalistes (1873-1973)
| No. | An   | Lieu                     | Président                                                                        | Actes | Remarques |
| 1   | 1873 | Paris                    | Léon de Rosny                                                                    | Congrès international des orientalistes. Compte-rendu de la première session, Paris, 1873, Paris, Maisonneuve, 1874-1876, 3 vols. (lire en ligne)                                                                      | |
| 2   | 1874 | Londres                  | Samuel Birch                                                                     | (en) Report of the Proceedings of the Second International Congress of Orientalists Held in London, 1874, London, Trübner, 1874 (lire en ligne)                                                                        | Visite de la pierre de Rosette |
| 3   | 1876 | Saint-Pétersbourg        | Vassili Vassiliévitch Grigoriev (de) (Président élu Illarion Woroncoff refuse)   | W. W. Grigorieff et V. de Rosen, Travaux de la troisième session du Congrès international des orientalistes, St. Pétersbourg, St. Pétersbourg & Leyde, frères Pantéléjeff & E. J. Brill, 1879, 2 vols. (lire en ligne) | |
| 4   | 1878 | Florence                 | Michele Amari                                                                    | (it) Atti del IV Congresso internazionale degli orientalisti tenuto in Firenze nel settembre 1878, Firenze, Le Monnier, 1880-1881, 2 vols. (lire en ligne)                                                             | |
| 5   | 1881 | Berlin                   | August Dillmann                                                                  | (de) Verhandlungen des fünften internationalen Orientalisten-Congresses gehalten zu Berlin im September 1881, Berlin, A. Asher & Co, Weidmann, 1881, 3 vols.                                                           | |
| 6   | 1883 | Leyde                    | Abraham Kuenen (Président élu Reinhart Dozy s'éteint avant le Congrès)           | M.J. de Goeje (ed.), Actes du sixième Congrès international des orientalistes, tenu en 1883 à Leide, Leyde, E. J. Brill, 1884, 4 vols. (lire en ligne)                                                                 | |
| 7   | 1886 | Vienne                   | Alfred von Kremer (de)                                                           | (de) Verhandlungen des VII. Internationalen Orientalisten-Congresses gehalten in Wien im Jahre 1886, Vienne, Alfred Holder, 1886-1889, 4 vols. (lire en ligne)                                                         | Naissance de la Orientalische Bibliographie, répertoire annuel des travaux d’orientalisme dans le monde, éditée par August Müller (de) (publiée à Berlin ; 26 livraisons entre 1887 et 1926) Naissance du Linguistic Survey of India (en), répertoire de toutes les langues présentes et passées de l’Inde, conduit de 1894 à 1927 par George A. Grierson |
| 8   | 1889 | Stockholm et Christiania | Jens Lieblein                                                                    | Actes du huitième Congrès international des orientalistes, tenu en 1889 à Stockholm et à Christiania, Leyde, E. J. Brill, 1891, 4 vols. (lire en ligne)                                                                | |
| 9   | 1891 | Londres                  | Gottlieb Wilhelm Leitner                                                         | | « Congrès statutaire » – ligne non poursuivie |
| 9   | 1892 | Londres                  | Max Müller                                                                       | (en) Transactions of the Ninth International Congress of Orientalists, Held in London, 1892, London, Ballantyne, Hanson & Company, 1893, 2 vols. (lire en ligne)                                                       | « Congrès scissionniste » – ligne poursuivie Première proposition d'Encyclopédie de l'Islam par William Robertson Smith |
| 10  | 1894 | Genève                   | Édouard Naville                                                                  | Actes du dixième Congrès international des orientalistes. Session de Genève, 1894, Leyde, E. J. Brill, 1895-1897, 4 vols. (lire en ligne)                                                                              | Deuxième proposition d'Encyclopédie de l'Islam par Ignaz Goldziher |
| 11  | 1897 | Paris                    | Charles Schefer                                                                  | Actes du onzième congrès international des Orientalistes, Paris, 1897, Paris, E. Leroux, 1898-1899, 5 vols. (lire en ligne)                                                                                            | La rédaction de l'Encyclopédie de l'Islam est confiée à M. Th. Houtsma (en) |
| 12  | 1899 | Rome                     | Angelo de Gubernatis                                                             | Actes du douzième congrès international des Orientalistes, Rome, 1899, Florence, Société typographique florentine, 1901, 3 vols. (lire en ligne)                                                                       | |
| 13  | 1902 | Hambourg                 | Senior D. Behrmann (de)                                                          | Verhandlungen des XIII. Internationalen Orientalisten Kongresses, Hamburg September 1902, Leyde, E. J. Brill, 1904 (lire sur Wikisource)                                                                               | |
| 14  | 1905 | Alger                    | René Basset                                                                      | Actes du XIVe Congrès international des orientalistes, Alger, 1905, Paris, E. Leroux, 1907-1908, 5 vols. (lire en ligne)                                                                                               | Premier Congrès tenu hors d'Europe |
| 15  | 1908 | Copenhague               | Vilhelm Thomsen                                                                  | Quinzième Congrès international des orientalistes, session de Copenhague, 14-20 aout 1908, Copenhague, Graebe, 1908 (lire en ligne)                                                                                    | |
| 16  | 1912 | Athènes                  | Angelo de Gubernatis (Secrétaire Général : Spyrídon Lámpros)                     | Actes du seizième Congrès international des orientalistes, session d’Athènes (6-14 avril 1912), Athènes, Hestia, 1912 (lire en ligne)                                                                                  | |
| 17  | 1928 | Oxford                   | Robert Chalmers                                                                  | (en) Proceedings of the Seventeenth International Congress of Orientalists, Oxford, 1928, Oxford, Oxford University Press, Humphrey Milford, 1929                                                                      | |
| 18  | 1931 | Leyde                    | Christiaan Snouck Hurgronje                                                      | C. Snouck Hurgronje (ed.), Actes du XVIIIe Congrès international des Orientalistes, Leiden, 7-12 septembre, 1931, Leyde, E. J. Brill, 1932, 2 vols. (ISBN 978-90-04-60091-1, lire en ligne)                            | |
| 19  | 1935 | Rome                     | Paolo Emilio Pavolini (it)                                                       | (it) Atti del XIX Congresso internazionale degli Orientalisti, Roma, 23-29 settembre 1935-XIII, Roma, Tipografia del Senato, G. Bardi, 1938                                                                            | |
| 20  | 1938 | Bruxelles                | Jean Capart (Président élu Louis de La Vallée-Poussin s'éteint avant le Congrès) | Actes du XXe Congrès international des orientalistes, Bruxelles, 5-10 septembre 1938, Louvain, Bureaux du Muséon, 1940, VII, 392                                                                                       | |
| 21  | 1948 | Paris                    | Jacques Bacot                                                                    | Actes du XXIe Congrès International des Orientalistes, Paris, 23-31 juillet 1948, Société asiatique de Paris, 1949 (lire en ligne)                                                                                     | |
| 22  | 1951 | Istanbul                 | Zeki Velidi Togan (en)                                                           | (en) Zeki Velidi Togan (ed.), Proceedings of the Twenty-Second Congress of Orientalists held in Istanbul, September 15 to 22, 1951, Istanbul, Osman Yalçin Matbaasi, 1953                                              | |
| 23  | 1954 | Cambridge                | Ralph Turner                                                                     | (en) Denis Sinor (ed.), Proceedings of the Twenty-Third International Congress of Orientalists, Cambridge, 21-28 August 1954, London, Royal Asiatic Society, 1956                                                      | |
| 24  | 1957 | Munich                   | Ernst Waldschmidt (de)                                                           | (de) H. Franke (ed.), Akten des Vierundzwanzigsten Internationalen Orientalisten-Kongresses München, 28. August bis 4. September 1957, Wiesbaden, F. Steiner, 1959                                                     | |
| 25  | 1960 | Moscou                   | Bobojon Ghafurov (en)                                                            | (ru) Trudy dvadtsat’-piatogo Mezhdunarodnogo kongressa vostokovedov, Moscou, Izd. Vostochnaia literatura, 1962-1963, 5 vols.                                                                                           | Premier Congrès organisé dans l'Union soviétique |
| 26  | 1964 | New Delhi                | Humayun Kabir (en)                                                               | (en) R. N. Dandekar (ed.), Proceedings of the Twenty-Sixth International Congress of Orientalists, New Delhi 4-10 January 1964, Poona, Bhandarkar Oriental Research Institute, 1966-1970, 4 vols.                      | |
| 27  | 1967 | Ann Arbor                | W. Norman Brown (en)                                                             | (en) Denis Sinor (ed.), Proceedings of the Twenty-Seventh International Congress of Orientalists, Ann Arbor, Michigan, 13-19 August 1967, Wiesbaden, Otto Harrassowitz, 1971 (lire en ligne)                           | Premier Congrès sur le continent américain ; les délégations de l'Union soviétique et des pays du bloc de l'Est se retirent pour protester contre la Guerre du Viêt Nam |
| 28  | 1971 | Canberra                 | Arthur Llewellyn Basham (en)                                                     | (en) A. R. Davis (ed.), Proceedings of the 28th International Congress of Orientalists, Canberra, 6-12 January 1971, Sydney, University of Sydney/Department of Oriental Studies, 1976                                 | |
| 29  | 1973 | Paris                    | René Labat                                                                       | Actes du XXIXe Congrès international des orientalistes, Paris, juillet 1973, Paris, l'Asiathèque, 1976 | |

## Congrès successeurs
- Les travaux du Congrès international des orientalistes sont poursuivis par les Congrès international des études asiatiques et nord-africaines (International Congress of Asian and North African Studies). Le premier de ces Congrès est tenu en 1976 sous le titre « Trentième Congrés international des Sciences humaines en Asie et en Afrique du Nord »[7].
- Se sont séparés les Congrès internationaux des égyptologues (International Congress of Egyptologists ; ICE) : premier Congrès en 1976, tenu tous les trois ou quatre ans, sous l'égide de l'Association internationale des égyptologues.